# Jean Misaubin
 (septembre 2023).
Si vous disposez d'ouvrages ou d'articles de référence ou si vous connaissez des sites web de qualité traitant du thème abordé ici, merci de compléter l'article en donnant les références utiles à sa vérifiabilité et en les liant à la section « Notes et références ».
Jean Misaubin (anglicisé en John Misaubin), surnommé « Monsieur de la Pilule », né à Mussidan en 1673 et mort à Londres le 20 avril 1734, est un médecin franco-anglais du XVIIIe siècle considéré par certains comme un charlatan.

## Biographie
Fils d’un père pasteur protestant, Misaubin avait épousé la fille de l'apothicaire de Louis XIV. Huguenot, il s'installa à Londres en 1719 et y devint un sujet de la couronne britannique, avant de se faire accepter au Royal College of Physicians, poste auquel seuls les médecins très bien formés pouvaient accéder.
Misaubin est le modèle du médecin dans la Carrière d'une prostituée de William Hogarth, et c’est l'un des quatre médecins que tourne en ridicule Henry Fielding dans son roman Histoire de Tom Jones, enfant trouvé. Entre autres, Fielding dit que Misaubin voulait que ses correspondants épistolaires employassent toujours la formule suivante : « To Dr. Misaubin in the World, » car « Il y eut très peu de gens sur terre à qui sa grande renommée ne fût connue. » [réf. nécessaire]Très grand et mince, il a souvent été représenté dans des gravures satiriques où on le ridiculisait pour ses manières bizarres, son penchant pour l’alcool ainsi que pour son fort accent français. Ses pilules guérissaient les maladies vénériennes[réf. nécessaire]. Il avait un fils, Edmund, qui fut assassiné en 1740, à l’âge de 23 ans.